# Kjetil André Aamodt
Kjetil André Aamodt (født 2. september 1971 i Oslo) er en norsk tidligere alpin skiløber, der i 1990'erne og 2000'erne vandt adskillige World Cup-løb, verdensmesterskaber, og OL-guldmedaljer. Hans præstationer (blandt andet fire OL- og fem VM-guldmedaljer) taget i betragtning var han en af de mest succesfulde alpine skiløbere i sin tid.

## Resultater

### OL
Aamodt er den alpine skiløber, der har vundet flest medaljer i historien. Han deltog første gang ved de olympiske vinterlege i 1992 i Albertville, hvor han vandt super-G-konkurrencen i tiden 1.13,04, 0,73 sekund foran Marc Girardelli fra Luxembourg og 0,79 sekund foran sin norske holdkammerat, Jan Einar Thorsen. I storslalom var han efter første gennemløb nummer tre efter italienske Alberto Tomba og Girardelli, og den stilling blev ikke ændret efter andet gennemløb, så her vandt Aamodt bronze, mens guldet gik til Tomba og sølvet igen til Girardelli.
Ved vinter-OL 1994 på hjemmebane i Lillehammer vandt Aamodt tre medaljer: I styrtløb startede han som nummer syv og slog Girardellis tid, men lige efter ham kom amerikaneren Tommy Moe, der med tiden 1.45,75 var 0,04 sekund hurtigere end Aamodt og vandt guld. Aamodt vandt derpå sølv, idet hans nærmeste konkurrent, canadieren Ed Podivinsky, var 0,08 sekund langsommere. I super-G vandt tyskeren Markus Wasmeier i tiden 1.32,53, mens Tommy Moe tog sølv med 1.32,61 foran Aamodt på tredjepladsen med 1.32,93. I kombinationskonkurrencen lå Aamodt nummer seks efter styrtløbet, men med niendebedste tid i slalom kom han ind på en samlet andenplads i en disciplin, der var en stor norsk triumf, idet Lasse Kjus vandt guld og Hans Christian Strand Nilsen vandt bronze.
Legene fire år senere i Nagano blev de eneste, han deltog i uden at vinde medaljer. Hans bedste resultat var en femteplads i super-G. Til gengæld var han tilbage i fin stil ved vinter-OL 2002 i Salt Lake City, hvor han nåede i topti i alle de konkurrencer, han stillede op i. I super-G startede han som nummer tre, og hans tid på 1.21,58 minutter var nok til at sikre ham guld foran tre østriger, hvoraf Stephan Eberharter vandt sølv med 1.21,68, og Andreas Schifferer vandt bronze med 1.21,83. Aamodt sikrede sig også guld i kombinationskonkurrencen, hvor han førte efter styrtløbet, og derpå var en fjerdeplads i slalom nok til at sikre ham den samlede sejr foran amerikaneren Bode Miller, mens østrigeren Benjamin Raich blev nummer tre.
Aamodts sidste OL var vinter-OL 2006 i Torino, hvor han efter en fjerdeplads i styrtløbet genvandt sit guld i super-G. Hans tid, 1,30,65, var 0,13 sekund hurtigere end østrigske Hermann Maier, der vandt sølv, og 0,33 sekund hurtigere end schweiziske Ambrosi Hoffmann på tredjepladsen.